# Willeroncourt
Willeroncourt település Franciaországban, Meuse megyében. Lakosainak száma 107 fő (2022. január 1.). Willeroncourt Erneville-aux-Bois, Ligny-en-Barrois, Chanteraine, Nançois-le-Grand, Nançois-sur-Ornain és Velaines községekkel határos.

## Népesség
A település népessége az elmúlt években az alábbi módon változott:
| Lakosok száma | 141  | 103  | 110  | 125  | 112  | 107  | 107  | 106  | 105  | 107  |
|               | 1968 | 1982 | 1990 | 2006 | 2013 | 2015 | 2017 | 2019 | 2020 | 2022 |